# Dolly Alderton
Pour les articles homonymes, voir Alderton.
Œuvres principales
Everything I Know about Love (2018) ;
Ghost (2020)
Dolly Alderton (née le 31 août 1988) est une journaliste, autrice et animatrice de podcast britannique. Elle est chroniqueuse pour le Sunday Times. Son ouvrage Everything I Know About Love  [Tout ce que je connais de l'amour] , remporte le National Book Award de 2018 dans la catégorie autobiographie , et est présélectionné en 2019 dans la catégorie du livre narratif non fictionnel aux British Book Awards . Ce livre est adapté en série dramatique télévisée éponyme par la BBC et Peacock .

## Jeunesse
Dolly Alderton naît à Londres et grandit à Stanmore en Angleterre. Ses parents sont britanniques et canadiens, et elle se décrit comme "à moitié canadienne". Née sous le nom d'Hannah Alderton, elle se fait appeler Dolly au début de son adolescence.Elle poursuit ses études à la St Margaret's School dans la ville de Bushey, puis à la Rugby School où elle est pensionnaire pendant son année de sixième,. Elle obtient une licence d'arts dramatiques et d'anglais à la University of Exeter  et un master en journalisme à la City University de Londres,.

## Carrière
Dolly Alderton est autrice, journaliste et animatrice de podcast.

### Journalisme
Dolly Alderton travaille d'abord en tant que chroniqueuse de rencontres chez The Sunday Times de 2015 à 2017,.
Puis, en 2020 elle devient une tante de l'agonie, chroniqueuse prodiguant des conseils aux personnes qui la sollicitent, dans sa chronique Dear Dolly pour The Sunday Times.

### Livres
Le premier livre de Dolly Alderton, Everything I Know About Love, est publié en février 2018. La BBC News le décrit comme "offrant aux lecteurs un récit franc et profondément personnel sur les amitiés, les relations et le fait de grandir en tant que millénial ". Ce livre est sélectionné par les National Book Awards en 2018 dans la catégorie Autobiographie (remportée cette année-là par Michelle Obama pour Becoming ),. En 2018, Everything I Know about Love est sélectionné en tant que livre Waterstones de l'année,. Dolly Alderton travaille sur une adaptation télévisée de Everything I Know About Love dès octobre 2020. Cette adaptation est produite par Working Title Television et Universal International Studios pour la BBC. Le scénario est écrit par Dolly Alderton et l'adaptation est réalisée par China Moo-Young.
Son premier roman, Ghosts, est publié en octobre 2020 chez Fig Tree. Ce roman raconte l'histoire d'une écrivaine culinaire de 32 ans prénommée Nina, qui fait la connaissance de quelqu'un par le biais d'une application de rencontres au moment même où son père commence à montrer des signes de démence. En octobre 2020, Dolly Alderton vend les droits de son roman Ghosts pour en faire un film.
En octobre 2022, Dolly Alderton publie son troisième livre intitulé Dear Dolly, un recueil de ses chroniques du Sunday Times complété par un nouvel essai personnel,.
Son deuxième roman, Good Material, est sorti en novembre 2023.

### Podcasts
Alderton co-créée et co-anime The High Low avec Pandora Sykes.The High Low est un podcast hebdomadaire consacré à la culture pop et à l'actualité. Le podcast dure quatre ans et plus de 150 épisodes sont enregistrés. L'épisode final est diffusé le 2 décembre 2020. Le 8 décembre 2020, l'émission The High Low : A Christmas Special est diffusée en direct afin de collecter des fonds pour Blood Cancer UK.
Dolly Alderton présente le podcast Love Stories à l'occasion de la sortie de son livre Everything I Know About Love, où elle interviewe un certain nombre d'invités, dont Stanley Tucci, Ruth Jones et Marian Keyes. La saison 1 est diffusée entre février et mai 2018, et la saison 2 entre janvier et mars 2019. En janvier 2019, Penguin publie un article intitulé Six inspiring lessons I learnt from Love Stories. Dolly Alderton se dit très touchée par ce "grand honneur".
Dolly Alderton est l'invité de nombreux podcast notamment Off Menu avec Ed Gamble et James Acaster , How to Fail avec Elizabeth Day, ou encore Table Manners avec Jessie Ware . Dolly Alderton est la première invitée du podcast Crushed by Margaret Cabourn-Smith de Margaret Cabourn-Smith.
De février à avril 2021, Dolly Alderton co-anime avec Caroline O'Donoghue une série dérivée du podcast Sentimental Garbage nommé Sentimental in the City. En mars 2021, le podcast reçoit une critique cinq étoiles dans le Times.

### Thèmes
Les travaux de Dolly Alderton explorent les thèmes de l'amour, de l'amitié entre femmes et de ses expériences en tant que femme appartenant à la génération Y,.
Naomi Gordon décrit le livre de Dolly Alderton Everything I Know about Love comme "des méditations empreintes d'autodérision, parfois déchirantes, sur l'amour, l'amitié, les relations et le fait de grandir en tant que millénial".

### Cinéma, télévision et radio
Dès 2011, Dolly Alderton travaille comme productrice d'histoires pour les saisons 2 à 5 de Made in Chelsea, série   lauréate des BAFTA  et réalisée par Monkey Kingdom.
Dolly Alderton écrit et réalise deux films indépendants avec sa partenaire d'écriture Lauren Bensted. En 2014, sort The Confluence, un documentaire sur Tagg's Island écrit par Dolly Alderton. En 2015, elle publie un court métrage Anna Island qui est accepté par le London Short Film Festival.
Dolly Alderton travaille en tant qu'assistante scénariste pour la dernière série produite par Channel 4 nommée Fresh Meat. Dolly Alderton réalise notamment  les vidéos en ligne des coulisses du tournage de Fresh Meat et du tournage de Peep Show, une série produite par Channel 4.
Dolly Alderton adapte son livre Everything I Know about Love en une comédie romantique en association avec la Working Title TV. En Mai 2021, Dolly Alderton annonce que cette adaptation est soutenue par la BBC, puis par Peacock aux Etats-Unis. Le synopsis de la BBC décrit cette comédie romantique comme l'histoire de deux meilleures amies, Maggie et Birdy, qui "arrivent à Londres pour vivre la grande vie, lorsque quelque chose d'inattendu se produit : Birdy, pourtant fidèle à son amie, se trouve un petit ami régulier". Cette adaptation est décrite comme un "Sex & The City généreux, drôle, chaleureux et édifiant pour les milléniaux, qui parle des mauvais rencards et des colocations sordides, des peines de cœur, des humiliations, et, surtout, des amitiés féminines inébranlables". La série est diffusée pour la première fois sur BBC One en juin 2022 et met en scène Emma Appleton, Bel Powley, Marli Siu et Aliyah Odoffin. Tous les épisodes sont disponibles en streaming sur la BBC iPlayer. Le même mois, Peacock de NBCUniversal annonce avoir reprisla série pour la diffuser en streaming aux États-Unis et l'ajouter à son catalogue de programmes originaux pour la saison estivale. Elle est diffusée pour la première fois le 25 août 2022.
En 2020, Dolly Alderton est invitée dans Great Lives de la BBC Radio 4 pour évoquer l'actrice américaine Doris Day.

## Notoriété
EN 2018, elle apparait dans la liste Forbes 30 Under 30. Elle est juge en 2019 pour le Prix Féminin de Fiction,.

## Vie privée
La nourriture est l'un de ses principaux centres d'intérêts. Elle désigne les spaghettis vongole comme son repas préféré du moment. Elle adore les marinades et le vinaigre.

## Livres
- Everything I Know About Love, Penguin Books, 2019 (ISBN 9780241982105) (Réédité "Avec un nouveau chapitre sur tout ce que je sais à trente ans")
- Ghosts: a novel, Fig Tree, 15 octobre 2020 (ISBN 978-0241434543)
- Dear Dolly, Penguin Books, 27 octobre 2022 (ISBN 9780241623640)
- Good Material. Penguin Books. 9 November 2023.  (ISBN 9780241523667).